# Kurpie Szlacheckie
Kurpie Szlacheckie – wieś sołecka w Polsce położona w województwie mazowieckim, w powiecie ostrołęckim, w gminie Troszyn.
W skład sołectwa Kurpie Szlacheckie wchodzi także wieś Kurpie Dworskie.
Wierni kościoła rzymskokatolickiego należą do parafii św. Bartłomieja Apostoła w Troszynie.

## Historia
W latach 1921–1939 wieś leżała w województwie białostockim, w powiecie ostrołęckim, w gminie Troszyn.
Według Powszechnego Spisu Ludności z 1921 roku wieś zamieszkiwało 68 osób w 10 budynkach mieszkalnych. Miejscowość należała do parafii rzymskokatolickiej w Troszynie. Podlegała pod Sąd Grodzki w Ostrołęce i Okręgowy w Łomży; właściwy urząd pocztowy mieścił się w Troszynie.
W wyniku agresji III Rzeszy na Polskę we wrześniu 1939 wieś znalazła się pod okupacją niemiecką i do wyzwolenia weszła w skład Landkreis Scharfenwiese, Regierungsbezirk Zichenau III Rzeszy.
W latach 1975–1998 miejscowość administracyjnie należała do województwa ostrołęckiego.